# Lisa Müller (Sportschützin)
Lisa Müller (* 20. September 1992 in Weingarten) ist eine deutsche Sportschützin. Sie ist fünffache Weltmeisterin mit dem Luft-, Klein- und Großkalibergewehr.

## Werdegang
Lisa Müller kam durch ihre Eltern zum Schießsport und machte früh Erfahrungen mit dem sportlichen Umgang mit Luftgewehr, Kleinkaliber und Großkaliber. Bereits mit zehn Jahren fing sie mit dem Schießsport an, bei dem ihr Vater ihr Trainer und ihre Mutter ihre Mentalbetreuerin war. 2014 konnte Müller bei den Schieß-Weltmeisterschaften in Granada ihren ersten Weltmeistertitel in der Disziplin 10 Meter Luftgewehr Mannschaft mit Sonja Pfeilschifter und Barbara Engleder gewinnen. Ein Jahr später konnte sie drei 1. Plätze bei den Schieß-Europameisterschaften 2015 in Maribor erzielen. Inzwischen als Sportsoldatin tätig folgten 2018 bei den Schieß-Weltmeisterschaften 2018 in Changwon drei Goldmedaillen in den Disziplinen 300 m Freies Gewehr Dreistellungskampf, 300 m Freies Gewehr Dreistellungskampf Mannschaft und 300 m Freies Gewehr liegend Mannschaft.
Bei der Schieß-Weltmeisterschaften 2023 in Baku konnte Müller drei Mal einen dritten Platz erreichen, verpasste aber im Kleinkaliber-Dreistellungskampf als Neunte das Finale, an dem nur die besten acht Schützinnen teilnahmen. Im Nachhinein aber erfuhr sie, dass sie den olympischen Quotenplatz gewonnen und sich damit für die Olympischen Spiele in Paris qualifiziert hatte. Dort verpasste sie nach 60 Schüssen mit 626,5 Ringen mit dem Luftgewehr das Finalschießen und schloss mit dem 25. Platz ab.